# Charles Flanagan
Charles (Charlie) Flanagan (Mountmellick, 1 november 1956) is een Ierse christendemocratische politicus namens Fine Gael. Tussen 1987 en 2024 was hij (met een onderbreking van enkele jaren) actief als Teachta Dála, oftewel parlementslid in het Ierse lagerhuis. Daarnaast bekleedde hij tussen 2014 en 2020 diverse ministerschappen in de Ierse regering, waaronder dat van Kinderen en Jongerenzaken (2014), Buitenlandse Zaken en Handel (2014–2017) en Justitie en Gelijkheid (2017–2020). Tussen 2011 en 2014 was Flanagan fractievoorzitter van zijn partij in het parlement.

## Politieke loopbaan
Flanagan verwierf bij de parlementaire verkiezingen van 1987 een zetel in het Ierse parlement. Hij nam de zetel over van zijn vader, politicus Oliver Flanagan. In 2002 verloor hij zijn zetel, maar vijf jaar later verwierf hij hem opnieuw. Tussen 1985 en 2004 was Flanagan tevens lid van het bestuur van het graafschap Laois.
Als parlementslid was Flanagan namens zijn partij woordvoerder voor Justitie, Gelijkheid en Rechtshervorming (2007-2010) en woordvoerder voor Kinderen (2010-2011). Tussen 2011 en 2014 was hij fractievoorzitter van Fine Gael in het parlement. Op 7 mei 2014 werd Flanagan benoemd tot minister voor Kinderen en Jongerenzaken in het eerste kabinet van Enda Kenny. Twee maanden later verving hij Eamon Gilmore als minister van Buitenlandse Zaken en Handel. In het kabinet-Varadkar, dat tussen juni 2017 en juni 2020 regeerde onder premier Leo Varadkar, was Flanagan minister van Justitie en Gelijkheid.
Flanagan nam in 2024 afscheid van het Ierse parlement nadat hij zich bij de verkiezingen van dat jaar niet meer herkiesbaar had gesteld.
- Gemeinsame Normdatei: 1150886765
- Virtual International Authority File: 4896151656364308400004
- WorldCat: E39PBJjRWHxcDvCHJxtdWpjBfq